# George Box

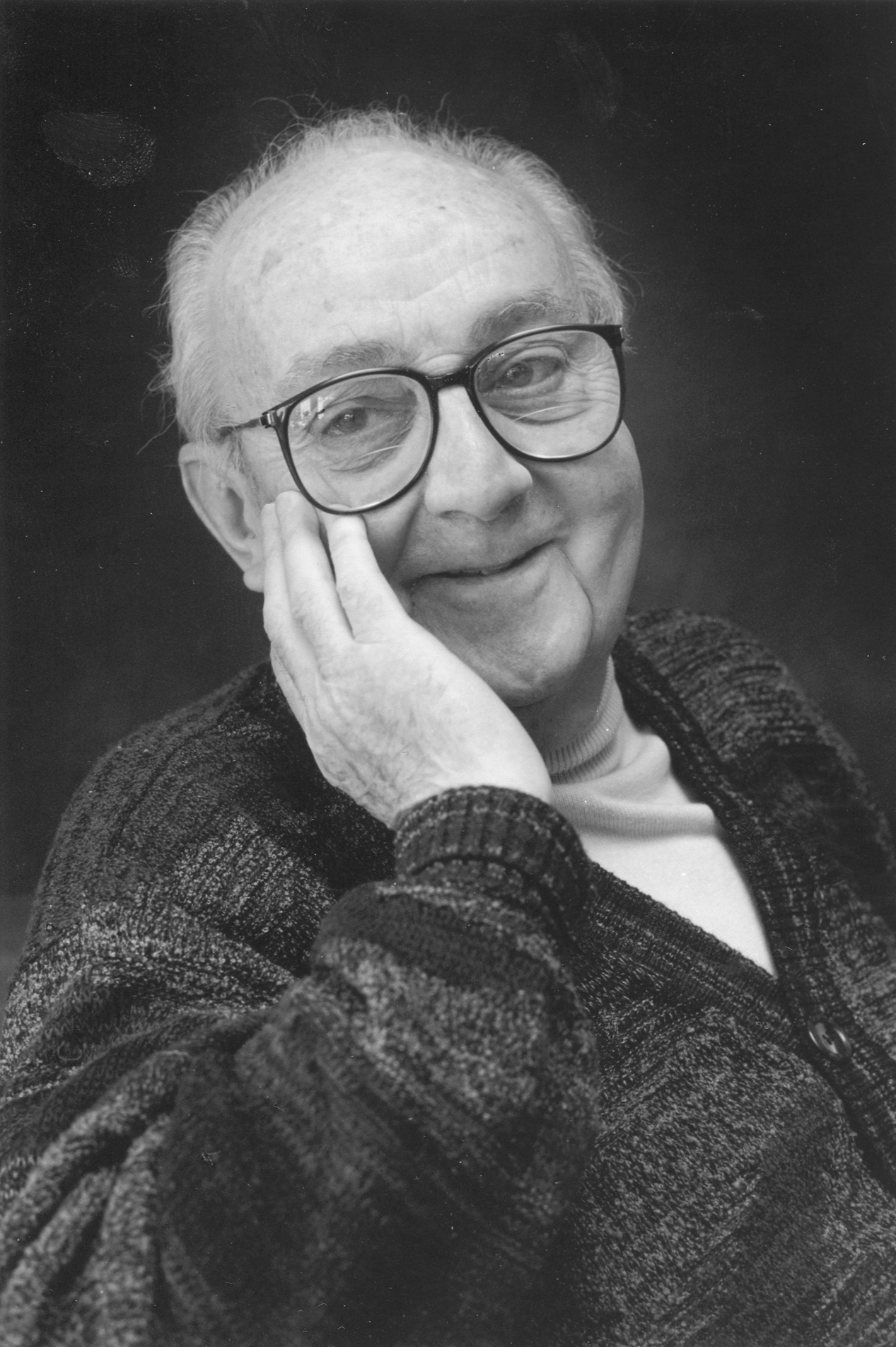
George Box

George Edward Pelham Box (1919–2013) – brytyjski statystyk. Jego zainteresowania badawcze obejmowały projektowanie eksperymentów, kontrolę jakości, wnioskowanie bayesowskie oraz zagadnienie szeregów czasowych. Był laureatem Medalu Guya (1993).
Box był bardzo wpływowym statystykiem XX wieku. Od jego nazwiska pochodzi wiele nazw procedur i pojęć używanych w statystyce: metoda Boxa-Jenkinsa (ang. Box–Jenkins method), transformacja Boxa-Coxa (ang. Box–Cox transformation), plan Boxa-Behnkena (ang. Box–Behnken design), rozkład Boxa-Coxa (ang. Box–Cox distribution), transformacja Boxa-Mullera (ang. Box–Muller transform), test Ljung-Boxa (ang. Ljung–Box test), test M Boxa (ang. Box’s M test).
Długoletnim przyjacielem i zarazem teściem Boxa był inny wybitny statystyk Ronald Fisher.